# Soňa Tarhoviská
Soňa Tarhoviská (* 15. února 1960) je česká pedagožka slovenské národnosti a politička, po sametové revoluci československá poslankyně Sněmovny lidu Federálního shromáždění za Občanské fórum, později za Občanské hnutí, počátkem 21. století místní politička za ČSSD.

## Biografie
Občanské fórum ji roku 1990 nominovalo do voleb. Profesně je tehdy uváděna jako učitelka. Ve volbách roku 1990 zasedla do Sněmovny lidu (volební obvod Severomoravský kraj) za OF. Po rozkladu Občanského fóra v roce 1991 přešla do poslaneckého klubu OH. Ve Federálním shromáždění setrvala do voleb roku 1992.
Od roku 2001 působí jako ředitelka Církevní základní školy a mateřské školy Přemysla Pittra v Ostravě.
Politicky se angažuje v ČSSD. Za tuto stranu byla v komunálních volbách roku 2002 zvolena do zastupitelstva ostravského městského obvodu Lhotka. Mandát obhájila v komunálních volbách roku 2006 i komunálních volbách roku 2010. Profesně je uváděna jako ředitelka církevní ZŠ. Byla aktivní i v krajské organizaci ČSSD.